# Файи, Пьер Луи Шарль де
Пьер Луи Шарль де Файи (фр. Pierre Louis Charles de Failly; 21 января 1810[…], Розуа-сюр-Сер — 15 ноября 1892, Компьень) — французский военачальник, участник Крымской войны, Австро-итало-французской войны и Франко-прусской войны.

## Биография
Пьер де Файи родился 21 января 1810 года во французском городе Розуа-сюр-Сер (департамент Эна). Учился в Военной школе Сен-Сира. В 1828 году был зачислен в армию.
Во время Крымской войны в 1854 году отличился в битве при Альме. Во время штурма Севастополя 6(18) июня 1855 года находился в атакующих колоннах. После гибели генерала Майрана он принял командование его дивизией.
В 1859 году, во время войны с Австрией, командовал дивизией в корпусе маршала Ньеля. В 1867 году стоял во главе корпуса, посланного на защиту Папы против Д. Гарибальди, которого разбил при Ментане. В посланном им правительству докладе заключалась фраза, вызвавшая сильное негодование и вошедшая в поговорку: «Шасспо сделали чудеса» (имелись в виду ружья системы Шасспо, введённые во французской армии по его инициативе).
В 1868 году назначен сенатором.
В июле 1870 года, тотчас после объявления войны, Файи был поставлен во главе 5-го корпуса. 6 августа он не поспел во время на помощь Мак-Магону, вследствие чего последний был разбит при Вёрте. 30 августа он был застигнут врасплох саксонским кронпринцем на пути к Седану, разбит при Бомоне и попал в плен. В оправдание своих действий во время войны написал брошюру «Campagne de 1870. Operations et marches du 5-me corps jusqu’au 31 août» (Брюссель, 1871).
Награды
- Орден Почётного легиона, великий офицер (25 июня 1859)
- Орден Почётного легиона, кавалер (1842)
- Воинская медаль (26 декабря 1868)
- Медаль в память об Итальянской кампании
- Орден Бани, большой крест (Великобритания)
- Крымская медаль (Великобритания)
- Орден Фридриха, большой крест (Королевство Вюртемберг)
- Орден Меджидие 2-й степени (Османская империя)
- Ментанский крест (Папская область)
- Орден Святых Маврикия и Лазаря, большой крест (Сардинское королевство)
- Серебряная медаль «За воинскую доблесть» (Сардинское королевство)